# 萨拉·伊韦尔森
萨拉·奥贝格·伊韦尔森（丹麥語：Sarah Aaberg Iversen，1990年4月10日—），丹麦女子手球运动员。她曾代表丹麦参加2024年夏季奥林匹克运动会手球比赛，获得一枚铜牌。她也曾在2023年世界女子手球锦标赛上获得铜牌。